# Nationalpark Mu Ko Phetra
Mu Ko Phetra (Thai: อุทยานแห่งชาติหมู่เกาะเภตรา) ist ein Meeres-Nationalpark am Übergang der Straße von Malakka in die Andamanensee, in Süd-Thailand.

## Geographie und Seeschwalben
Der Mu-Ko-Phetra-Nationalpark besteht aus weitgehend intakten Küstenlinien, offenem Meer und ungefähr 30 Inseln sowohl im nördlichen Teil der Provinz Satun als auch im südlichen Teil der Provinz Trang. Er wurde am 31. Dezember 1984 als der 49. Nationalpark und der 14. Meeres-Nationalpark von Thailand eröffnet.
Der größte Teil des Parks (etwa 94,74 Prozent der insgesamt 494,38 km²) sind offenes Wasser. Die beiden größten Inseln des Parks sind Koh Phetra (เกาะเภตรา), von der der Park seinen Namen bezog, und Koh Khao Yai (เกาะเขาใหญ่). Auf vielen Inseln des Parks legen die vom Aussterben bedrohten Meeresschildkröten ihre Eier ab. An vielen Stellen ist noch ein Korallenriff vorhanden. Manche Inseln haben nur kleine Strände, aber schroffe Kalksteinformationen.
In den Höhlen der Kalksteinfelsen brütet eine Seeschwalben-Art, deren Nester bei Feinschmeckern berühmt sind. Sie werden von gelenkigen Männern geerntet, die sich über abenteuerliche Gerüste an den Höhlendecken entlang hangeln müssen. Da die Schwalbennester auf dem Markt einen sehr hohen Preis erzielen können, werden die Inseln von bewaffneten Wächtern beschützt.

## Inseln der Provinz Trang
- Ko Lao Liang – eigentlich zwei getrennte Inseln 300 m voneinander entfernt: Ko Lao Liang Nuea (เกาะเหลาเหลียงเหนือ, auch Ko Lao Liang Nong เกาะเหลาเหลียงน้อง) die etwas kleinere „nördliche“ Insel und Ko Lao Liang Tai (เกาะเหลาเหลียงใต้, auch Ko Lao Liang Phi เกาะเหลาเหลียงพี่) die etwas größere „südliche“ Insel. Beide haben nur recht kleine Strände und einige Höhlen, in denen Schwalbennester geerntet werden. Rund um die Insel laden flache Riffe zum Schnorcheln ein.

## Inseln der Provinz Satun
- Ko Phetra (เกาะเภตรา) – eine Insel mit seltsam geformten Kalksteinfelsen, in denen sich viele bewachte Nisthöhlen von Seeschwalben befinden. Die Gewässer rund um die Insel sind beliebte Tauchplätze.
- Koh Lidi (เกาะลิดี) – eine recht große Insel mit Strand. Hier befindet sich ein Büro der National Park Ranger, Camping ist möglich.
- Koh Khao Yai (เกาะเขาใหญ่) – die größte Insel mit burgähnlichen Kalksteinfelsformationen. Teil der Insel ist der Ao Kam Poo (อ่าวก้ามปู), eine etwa 700 m weite Bucht mit einem Wasserfall und einen Fluss. Hierher kommen die Seeschildkröten zur Eiablage.
- Koh Bulon (เกาะบุโหลน) – eine sehr schöne Insel mit glasklarem Wasser und einem Korallenriff, sehr beliebt bei (thailändischen) Touristen.

## Strände in Satun
- Rawai Beach (หาดราไว) – nicht zu verwechseln mit dem Strand gleichen Namens auf der Insel Phuket. Er ist etwa 3,5 km lang und befindet sich auf dem Festland. Er ist bei thailändischen Touristen sehr beliebt als Campingplatz.